# 溴酸钙
溴酸钙是钙的溴酸盐，化学式 Ca(BrO
3)
2。

## 制备
溴酸钙可以由碳酸钙和溴酸反应而成。
{\displaystyle \mathrm {CaCO_{3}+2\ HBrO_{3}\longrightarrow Ca(BrO_{3})_{2}+H_{2}O+CO_{2}\uparrow } }
它也可以由溴酸和氢氧化钙中和而成。
{\displaystyle \mathrm {Ca(OH)_{2}+2\ HBrO_{3}\longrightarrow Ca(BrO_{3})_{2}+2\ H_{2}O} }

## 性质
溴酸钙一水合物是单斜晶系的，和溴酸锶和溴酸钡一样。在 130 至150 °C 时，水合物脱水，形成无水溴酸钙。在 270–300 °C 时，无水溴酸钙会分解成溴化钙，放出氧气。
{\displaystyle \mathrm {Ca(BrO_{3})_{2}\longrightarrow CaBr_{2}+3\ O_{2}\uparrow } }

## 用处
在某些国家，溴酸钙用作面包的面团和面粉的添加剂，E编码 E924b。